# 吳淡如
吳淡如（1964年11月22日—），台灣電視主持人、作家。曾經任職記者，後來成為撰稿人、主持人，2009年因為成家而逐漸淡出媒體行業，於2021年以Podcast節目《吳淡如人生實用商學院》開啟事業第二春。

## 生平
吳淡如出生於宜蘭縣。畢業於北一女中後，她就讀國立臺灣大學法律學系、臺灣大學中國語文研究所碩士班、上海交通大學高階企業管理碩士學程。

## 新聞事件
2007年10月，新書《EMBA教我的事》內文段落與蔡祐吉部落格文章高度雷同的事件。一開始吳淡如徹底否認有抄襲情事，並指蔡祐吉想藉她炒新聞出名，蔡祐吉因而傾向提告。後來兩人見面達成和解，蔡祐吉也表示吳淡如「確實在不知情的狀況下，引用了文章」。雙方有共識要共同為網路智慧財產權努力。
吳淡如2011年在宜蘭冬山鄉梅花湖畔開始經營燒烤餐廳，因爆發停車糾紛，日前說要向當地「惡勢力」低頭，年底結束營業，並要把地租給葬儀社。
2017年7月5日，吳淡如在臉書粉絲團上，發出她搭乘機捷的照片，三張照片中，整個機捷車廂、入口閘門、通道等，都空無一人。吳淡如寫道：「今天嘗試搭桃園捷運⋯盡在不言中。我的小感想是主事者要花未來數千億做交通建設前，應該要先想想之前做的事情到底出了什麼問題。任何供給都應該先考慮需求方，而不是自己覺得很棒就好。」機捷發聲明駁斥，表示吳在非尖峰時刻拍照，且在環北站，有失公允。
2023年2月12日，吳淡如在臉書粉絲團上發布一幅圖畫，並且在貼文內容中聲稱：「我剛剛在學電腦繪圖，這是我的第一張作品。這個世界太好了玩了，小熊已經睡了，希望我不要通宵達旦的一直畫下去。題目：櫻花貓少女。你喜歡就送給你」，但有不少網友發現該圖畫是由人工智慧程式生成出來的，根本不是文中所稱的「電腦繪圖」；對此，吳淡如堅稱人工智慧算圖也是一種電腦繪圖，並聲稱現在的軟體都有人工智慧，大家應使用Midjourney才能跟得上時代；除此之外，吳淡如還表示，粉絲專頁的小編已經封鎖霸凌者，也已經請律師蒐證辱罵者的言論。隨著網友們與吳淡如之間的爭論愈演愈烈，各界人士都紛紛對此事件做出表態。最後，吳淡如於2月16日發表致歉聲明，坦承自己誤用詞句，應改稱為「人工智能生成」。

## 出版作品
| 作品名称                                           | 出版時間   | 出版社           | ISBN                           |
| -------------------------------------------------- | ---------- | ---------------- | ------------------------------ |
| 《人生實用商學院：誰偷了你的錢？》                 | 2021.07.20 | 時報文化         | ISBN 9789571391274             |
| 《人生雖已看破，仍要突破》                         | 2019.10.01 | 北京聯合出版公司 | ISBN 9787559635037             |
| 《各自辜負的那些年》                               | 2017.07.25 | 時報文化         | ISBN 9789571370675             |
| 《玩出意志力，夢想變實際》                         | 2015.12.29 | 天下文化         | ISBN 9789863209058             |
| 《從此，不再勉強自己》                             | 2015.07.20 | 時報文化         | ISBN 9789571363165             |
| 《愛情的簡單道理》                                 | 2015.04.27 | 天下文化         | ISBN 9789863204657             |
| 《超從容時間管理術》                               | 2014.10.27 | 天下文化         | ISBN 9789862162217             |
| 《讓錢找到你》                                     | 2014.06.26 | 天下文化         | ISBN 9789863204749             |
| 《樂觀的孩子才好命》                               | 2013.04.25 | 天下文化         | ISBN 9789863201731             |
| 《夢想會生利息》                                   | 2013.02.27 | 天下文化         | ISBN 9789863201397             |
| 《愛上300歲的女孩》                                | 2012.06.25 | 時報文化         | ISBN 9789571355818             |
| 《不生氣的技術》                                   | 2011.12.01 | 天下文化         | ISBN 9789862168424             |
| 《親愛的孩子》                                     | 2011       | 皇冠文化         | ISBN 9789573328445             |
| 《嫁給誰都幸福》                                   | 2011       | 天下文化         | ISBN 9789864179046             |
| 《幸福沒有密碼》                                   |            |                  |                                |
| 《不是真心又何妨-吳淡如極短篇》                    | 1994       | 皇冠文化         | ISBN 957331133X                |
| 《你幸福，比什麼都重要》                           |            |                  |                                |
| 《樂觀的孩子才好命》                               | 2013       | 大和書報         | ISBN 9789863201731             |
| 《最大的冒險：我的教養心箋》                       |            |                  |                                |
| 《遇見·最美的自己》                                |            |                  |                                |
| 《沒有在一起，也好》                               |            |                  |                                |
| 《我不要我的人生，再錯過這美好》                   |            |                  |                                |
| 《不生氣的技術》                                   | 2011       | 天下文化         | ISBN 9789862168424             |
| 《當愛情，不只兩個人：搞懂小三心理，才有完美愛情》 | 2011       | 高寶國際         | ISBN 9789861856179             |
| 《那年我所喜歡的男孩》                             | 2010.07    | 方智出版社       | ISBN 9789861751993             |
| 《人生以快樂為目的：愛情以互惠為原則【雙學位版】》 | 2006       | 方智出版社       | ISBN 9861750207                |
| 《淡季遠行》                                       | 2004       | 方智出版社       | ISBN 9576799406                |
| 《其實還是很在意──初戀的故事》                     |            |                  |                                |
| 《聰明女人學投資》                                 | 2008       | 方智出版社       | ISBN 9789861750972             |
| 《吳淡如新說紅樓夢》                               |            |                  |                                |
| 《吳淡如新說人間詞話》                             |            |                  |                                |
| 《遇見·一個人的好時光》                            |            |                  |                                |
| 《勉強不來的幸福》                                 |            |                  |                                |
| 《三生三世》                                       |            |                  |                                |
| 《親愛的孩子》                                     | 2011       | 皇冠文化         | ISBN 9789573328445             |
| 《聰明女人企劃書》                                 |            |                  |                                |
| 《不做情緒的順風草》                               |            |                  |                                |
| 《在遠方等待的海》                                 |            |                  |                                |
| 《吳淡如超人氣說話術》                             | 2008       | 天下文化         | ISBN 9789862162217             |
| 《做個好情人該懂的事》                             | 2008       | 皇冠文化         | ISBN 9789573324423             |
| 《時間管理幸福學》                                 |            | 方智出版社       | ISBN 9789861750842             |
| 《那些EMBA教我的事》                               | 2007       | 時報文化         | ISBN 9789571347509             |
| 《乖女孩沒糖吃》                                   | 2007       | 方智出版社       | ISBN 9789861750743             |
| 《性格決定幸福》                                   | 2007       | 皇冠文化         | ISBN 9789573323211             |
| 《愛過，更要好好過》                               | 2007       | 商周出版         | ISBN 9789861248240             |
| 《愛情，不是得到就是學到》                         | 2006       | 方智出版社       | ISBN 9861750339、9789861750330 |
| 《賺錢也賺到了人生》                               | 2006       | 方智出版社       | ISBN 986175010X                |
| 《離開我的你，幸福嗎？》                           | 2006       | 方智出版社       | ISBN 9576799856                |
| 《有用的聰明》                                     | 2005       | 方智出版社       | ISBN 9576799929                |
| 《瞭解人性的八堂課》                               | 2005       | 皇冠文化         | ISBN 9573321696                |
| 《寫給女人的生涯企劃書》                           | 2005       | 方智出版社       | ISBN 9576799686                |
| 《幸福存款》                                       | 2005       | 方智出版社       | ISBN 9576799554                |
| 《開朗：好運會降臨在樂觀開朗的人身上》             | 2005       | 方智出版社       | ISBN 9576799457                |
| 《成全自己》                                       | 2004       | 方智出版社       | ISBN 9576799287                |
| 《海鷗飛處》                                       |            | 方智出版社       | ISBN 9576799287                |
| 《投資自己》                                       | 2004       | 方智出版社       | ISBN 9576799198                |
| 《享受好生活》                                     |            | 方智出版社       | ISBN 9576799139                |
| 《最愛浪漫詩：不可不讀的唐宋抒情絕句》             | 2004       | 方智出版社       | ISBN 9576799120                |
| 《往陽光多處走》                                   | 2004       | 方智出版社       | ISBN 957679904X                |
| 《不可不讀的50首唐宋詞》                           | 2003       | 方智出版社       | ISBN 9576798949                |
| 《在浪漫的時光中》                                 | 2003       | 大田出版         | ISBN 957455449X                |
| 《做個好命女》                                     |            | 方智出版社       | ISBN 9576798868                |
| 《最藍的藍》                                       |            | 皇冠文化         | ISBN 9573319454                |
| 《新說紅樓夢》                                     |            | 方智出版社       | ISBN 9576798698                |
| 《新說人間詞話》                                   |            | 方智出版社       | ISBN 957679868X                |
| 《幸福人的座右銘》                                 |            | 方智出版社       |                                |
| 《心靈點滴》                                       |            | 方智出版社       |                                |
| 《做自己最快樂》                                   |            | 方智出版社       |                                |
| 《相愛的溫度》                                     |            | 皇冠文化         |                                |
| 《早知道早幸福》                                   |            | 方智出版社       |                                |
| 《擁抱自信人生》                                   |            | 大田出版         |                                |
| 《學會過生活》                                     |            | 方智出版社       |                                |
| 《分鐘生命思考》                                   |            | 皇冠文化         |                                |
| 《昨日曆歷，晴天悠悠》                             |            | 方智出版社       |                                |
| 《跟我到天涯海角》                                 |            | 皇冠文化         |                                |
| 《重新看見自己》                                   |            | 方智出版社       |                                |
| 《愛的幽默》                                       |            | 皇冠文化         |                                |
| 《新快樂主義》                                     |            | 方智出版社       |                                |
| 《樂觀者的座右銘》                                 |            | 大田出版         |                                |
| 《被愛》                                           |            | 皇冠文化         |                                |
| 《愛情以互惠為原則》                               |            | 方智出版社       |                                |
| 《創造好心情》                                     |            | 方智出版社       |                                |
| 《每個愛情都是出口》                               |            | 皇冠文化         |                                |
| 《願意冒險》                                       |            | 大田出版         |                                |
| 《活得更聰明》                                     |            | 方智出版社       | ISBN 9576795672                |
| 《誰都會說我愛你》                                 |            | 皇冠文化         |                                |
| 《小王子》                                         |            | 格林文化         |                                |
| 《自戀總比自卑好》                                 |            | 方智出版社       |                                |
| 《愛在曖昧不明時最美麗》                           |            | 皇冠文化         |                                |
| 《成長是唯一的希望》                               |            | 大田出版社       |                                |
| 《給愛一條活路》                                   |            | 方智出版社       |                                |
| 《命運的同學會》                                   |            | 皇冠文化         |                                |
| 《非常誠實有點毒》                                 |            | 方智出版社       |                                |
| 《其實還是很在意 初戀的故事》                      |            | 皇冠文化         |                                |
| 《真愛非常頑強》                                   |            | 方智出版社       |                                |
| 《於是假裝不在乎》                                 |            | 皇冠文化         |                                |
| 《人生以快樂為目的》                               |            | 方智出版社       |                                |
| 《愛過不必傷了心》                                 |            | 皇冠文化         |                                |
| 《校園戀愛學分》                                   |            | 方智出版社       |                                |
| 《緣定逃不了》                                     |            | 皇冠文化         |                                |
| 《認真玩個愛情遊戲》                               |            | 方智出版社       |                                |
| 《不是真心又何妨》                                 |            | 皇冠文化         |                                |
| 《海水戀人》                                       |            | 皇冠文化         |                                |
| 《英雄少年》                                       |            | 聯合文學         |                                |
| 《我們離婚好嗎》                                   |            | 皇冠文化         |                                |
| 《多情搖滾》                                       |            | 皇冠文化         |                                |
| 《愛讓我又哭又笑又激動》                           |            | 希代書版         |                                |
| 《永遠的茱麗葉》                                   |            | 劇場出版社       |                                |
| 《張開眼睛談戀愛》                                 |            | 希代書版         |                                |
| 《愛從未沒有理由》                                 |            | 劇場出版社       |                                |
| 《愛上300歲女孩》                                  |            | 劇場出版社       |                                |
| 《尋找初戀情人》                                   |            | 希代書版         |                                |
| 《十六歲的女人》                                   |            | 劇場出版社       |                                |
| 《紅樓夢》                                         |            | 麥田出版         |                                |
| 《二十九分半的情》                                 |            | 晨星出版         |                                |
| 《英雄少年》                                       |            | 聯合文學         |                                |
| 《前生笑我痴心》                                   |            | 晨星出版         |                                |
| 《無言的山丘》                                     |            | 麥田出版         |                                |
| 《青春小鳥》                                       |            | 麥田出版         |                                |
| 《少年吔，安啦！》                                 |            | 麥田出版         |                                |
| 《愛上300歲的女孩》                                |            | 晨星書店         |                                |
| 《牯嶺街少年殺人事件》                             |            | 遠流出版公司     |                                |
| 《尋找初戀情人》                                   |            | 希代出版社       |                                |
| 《他一個人：王傑的故事》                           |            | 皇冠文化         |                                |
| 《青春飛行》                                       |            | 遠流出版公司     |                                |
| 《昨日精靈》                                       |            | 希代書版         |                                |
| 《人淡如菊》                                       |            | 希代書版         |                                |
| 《淡如輕風》                                       |            | 希代書版         |                                |
| 《有人問我關於愛情的事》                           |            | 新新聞文化       |                                |
| 《三千年女王》                                     |            | 晨星書店         |                                |
| 《台北愛的故事》                                   |            | 希代書版         |                                |
| 《試婚》                                           |            | 生命潛能文化     |                                |
| 《來得及初戀》                                     |            | 晨星書店         |                                |
| 《逃婚旅行》                                       |            | 晨星書店         |                                |
| 《六人晚宴》                                       |            | 希代書版         |                                |
| 《永遠的茱麗葉》                                   |            | 晨星書店         |                                |
| 《扒手少女的芭蕾舞曲》                             |            | 晨星書店         |                                |
| 《愛從來沒有理由》                                 |            | 晨星書店         |                                |
| 《我們結婚好嗎》                                   |            | 希代書版         |                                |
| 《青春心事》                                       |            | 皇冠文化         |                                |
| 《淡如流雲》                                       |            | 希代書版         |                                |
| 《希望》                                           |            | 正中書局         |                                |
| 《決定要幸福》                                     |            | 皇冠文化         |                                |
| 《掌握妳一生幸福的主動力》                         |            | 時報文化         |                                |
| 《1 分鐘生命思考》                                 |            | 皇冠文化         |                                |
| 《每次相遇都是奇蹟》                               |            | 天下文化         |                                |
| 《善待你的桃花運》                                 |            | 時報文化         |                                |
| 《租來的人生》                                     |            | 時報文化         |                                |
| 《人氣管理幸福學》                                 |            | 時報文化         |                                |

### 專欄
- 壹蘋果網路每日專欄

## 主持作品

### 電視節目
| 節目           | 頻道       | 備註                               |
| -------------- | ---------- | ---------------------------------- |
| 《桃色蛋白質》 | 東風衛視   | 先後和侯佩岑、天心共同主持，已停播 |
| 《黃金7秒半》  | 三立都會台 | 和鄭弘儀共同主持，已停播           |
| 《新聞挖挖哇》 | 超級電視台 | 代班                               |
| 《淡說無妨》   | 超級X台    | 已停播                             |
| 《新聞e點靈》  | 衛視中文台 | 和陳立宏共同主持，已停播           |
| 《真情相對》   | 華視       | 和胡瓜共同主持，已停播             |
| 《Jacky Show》 | 東森綜合台 | 和吳宗憲共同主持，已停播           |
| 《生活廚房》   | 超級太陽台 | 已停播                             |
| 《花編新聞》   | 超級太陽台 | 已停播                             |
| 《天天星期八》 | 民視無線台 | 和謝震武共同主持，已停播           |
| 《性愛學分》   | 民視無線台 | 與趙自強共同主持，已停播           |
| 《幸福星期六》 | 台視       | 與蔡康永共同主持，已停播           |
| 《火線2勢力》  | 緯來綜合台 | 和劉駿耀共同主持，已停播           |
| 《新聞深呼吸》 | 年代綜合台 | 已停播                             |
| 《今晚誰當家》 | 年代MUCH台 | 和謝震武共同主持，已停播           |
| 《女人要有錢》 | JET綜合台  | 已未主持                           |
| 《我愛大小姐》 | 東森綜合台 | 和林慧萍共同主持，已停播           |
| 《台灣大騙局》 | 中視       | 和謝震武共同主持，已停播           |
| 《今晚好好說》 | 華視       | 和鄧惠文、賴芳玉共同主持，已停播   |

### 廣播節目
| 廣播頻道   | 節目             | 備註                     |
| ---------- | ---------------- | ------------------------ |
| 台北之音   | 《台北卡布奇諾》 | 已未主持                 |
| 飛碟電台   | 《戀愛學分》     | 已未主持                 |
| 中廣流行網 | 《幸福好時光》   | 週一~週五早上10:07~11:00 |

### 頒獎典禮

#### 廣播金鐘獎
| 年份   | 節目                     |
| ------ | ------------------------ |
| 2004年 | 第39屆廣播金鐘獎頒獎典禮 |
| 2007年 | 第42屆廣播金鐘獎頒獎典禮 |

#### 傳藝金曲獎
| 年份   | 節目                     |
| ------ | ------------------------ |
| 2008年 | 第19屆傳藝金曲獎頒獎典禮 |

## 演出作品

### 音樂劇
- 2008年11月23日 國家國樂團《紅樓狂熱宴》。阿斯

### 電視劇
- 2021年10月11日 三立台灣台《天之驕女》。飾演 吳淡如

## 獎項
| 年份   | 獲提名         | 獎項                             | 結果 |
| ------ | -------------- | -------------------------------- | ---- |
| 1997年 | 《花編新聞》   | 第32屆金鐘獎教育文化節目主持人獎 | 提名 |
| 2000年 | 《天天星期八》 | 第35屆金鐘獎綜藝節目主持人獎     | 提名 |

## 外部連結
- 吳淡如·痛快人生，壹蘋果
- Betty Café 淡如咖啡屋（页面存档备份，存于）
- 吳淡如的Facebook專頁
- 吳淡如的新浪博客
- 小熊書房（页面存档备份，存于）
- 小熊書房的Facebook專頁
- 時報出版-吳淡如作者專區 （页面存档备份，存于）
- 台灣作家作品目錄資料庫——吳淡如 （页面存档备份，存于）